# Cathode Mamma
Cathode Mamma è il terzo album in studio del duo musicale italiano Krisma, pubblicato nel 1980.

## Descrizione
Nel 1980 i Chrisma si ribattezzano Krisma e pubblicano l'album Cathode Mamma con cui si concretizza la loro svolta elettro-pop, anche grazie al temporaneo ingresso nella formazione di Hans Zimmer come tastierista, già produttore degli Ultravox e dei Buggles e all'epoca turnista dei Trident Studios, che tuttavia lascerà presto la formazione non amando l'attività dal vivo.
Cathode Mamma è considerato il disco di maggior successo dei Krisma. L'album è un concept sulle arti visive diffuse in quegli anni, una sorta di apocalisse dovuta all'influenza della televisione nella società contemporanea. L'album rappresenta una virata della loro attitudine maggiormente verso il synth pop, distaccandosi così dalle atmosfere metropolitane ed elettriche del precedente album. Per questo motivo alle chitarre elettriche vengono preferiti due bassi elettrici, affidati a John Perry e Riccardo "Ricky" Persy, quest'ultimo componente del gruppo punk triestino Revolver. Per l'album inoltre i Krisma abbandonano il precedente team e gli studi Nemo dei fratelli Pathanassiou, trasferendosi agli studi Trident, sempre di Londra, e scegliendo come nuovo produttore Jack Lancaster. Cathode Mamma è il punto d'arrivo del percorso iniziato da Maurizio e Christina tre anni prima e che li ha portati a essere non semplicemente uno dei tanti gruppi italiani che imitano un modello estero, ma un autentico appartenente al movimento new wave europeo.
L'album viene pubblicato dalla Polydor nel 1980 per il mercato italiano e francese in formato LP e musicassetta. La prima edizione del disco conteneva degli adesivi con l'impronta di rossetto di Christina, ricordo del gesto che compiva durante i concerti: lanciare dei "baci" impressi su delle cartine di sigaretta al suo pubblico ai concerti. L'unica ristampa dell'album viene prodotta nel 2007, sempre dalla Polydor, in formato CD. Esiste inoltre un'edizione "pirata" della cassetta, su etichetta King.
Dall'album vengono estratti due singoli: Many Kisses e Cathode Mamma, con cui i Krisma ottengono la consacrazione commerciale. In particolare il primo singolo si rivela una delle hit dell'anno e la loro più grande hit, entrando in classifica in tutta Europa poco prima dell'estate del 1980 e arrivando a vendere un milione di copie.

## Tracce
1. Many Kisses (Tirana Love Lunch) – 3:34
2. Telegram – 5:11
3. Peggy Guggenheim – 4:15
4. Cathode Mamma – 3:48
5. White Knife – 4:55
6. Rrock – 4:26
7. Rien Ne Va Plus – 3:31
8. Last Chance To See Man – 4:28

Durata totale: 34:08

## Crediti

### Musicisti
- Christina Moser – voce
- Maurizio Arcieri – voce
- Hans Zimmer – tastiere, programmazione sequencer
- Ricky Persi – basso
- John Perry – basso

### Personale tecnico
- Maurizio Arcieri – produzione discografica
- Chris Stone – ingegneria del suono
- Jack Lancaster – produzione discografica, ingegneria del suono
- Mario Convertino – grafica di copertina
- Karim/Gallo – fotografia

## Edizioni
- 1980 – Cathode Mamma (Polydor, 2448 110, LP, Italia)
- 1980 – Cathode Mamma (Polydor, 3172 110, MC, Italia)
- 1980 – Cathode Mamma (Polydor, 2480 580, LP, Francia)
- 2007 – Cathode Mamma (Polydor, 1748798, CD, Italia)